# Giraffa jumae
Giraffa jumae (лат.) — вымерший вид жирафовых. В плиоцене — среднем плейстоцене обитал в Африке от современного Малави до Чада и Передней Азии (Турция). Считается возможным предком современных жирафов.
Был открыт Луисом Лики в 1930-х годах. Поблизости были найдены ископаемые остатки Ceratotherium simum, Metridiochoerus andrewsi, Hippopotamus gorgops и почти полная челюсть карликового бегемота.